# 愛知県道・岐阜県道15号名古屋多治見線

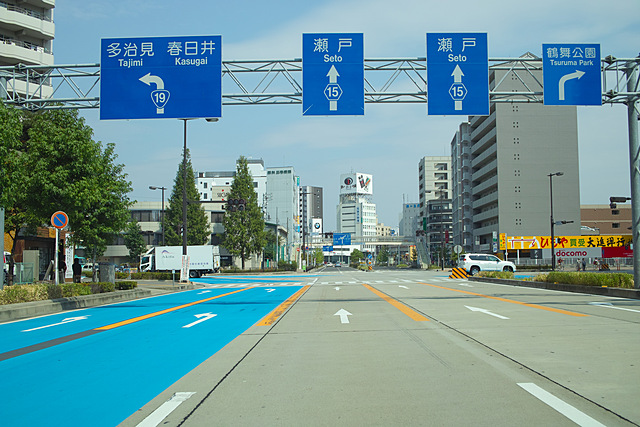
始点、大曽根四丁目交差点。当県道は直進方向。（2010年9月）

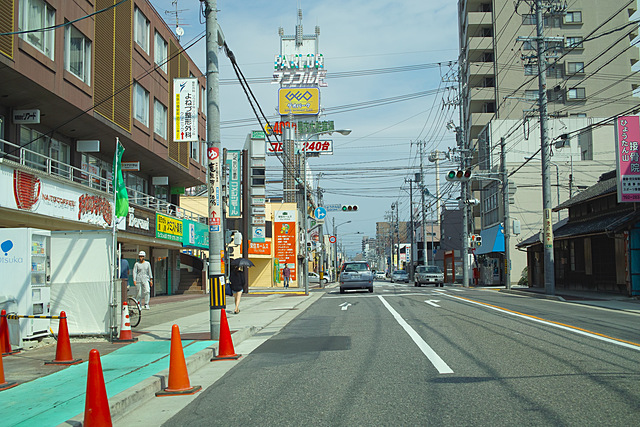
瓢箪山（名古屋市守山区、2010年9月）

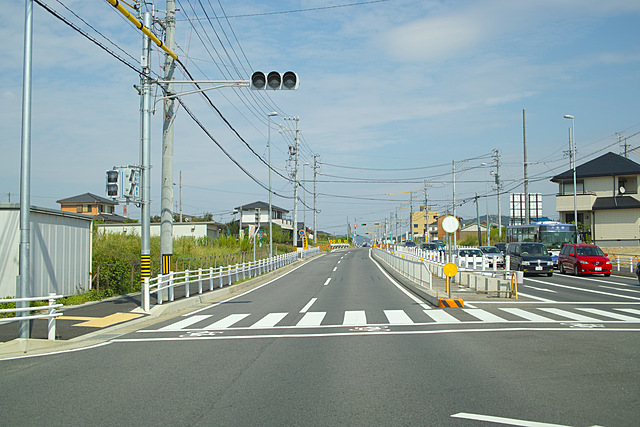
志段味付近（名古屋市守山区、2010年9月）

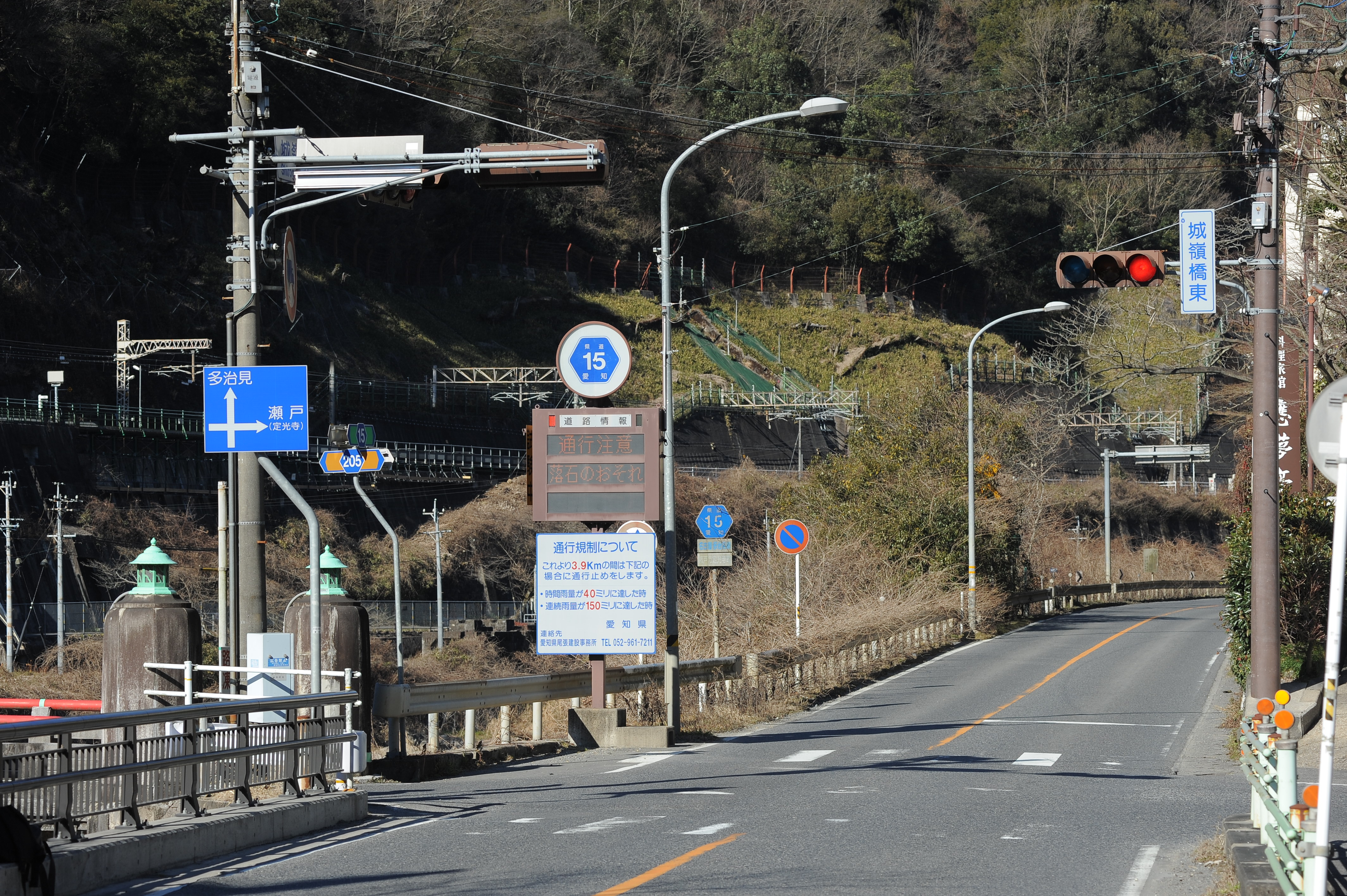
愛岐道路（旧有料区間）（愛知県瀬戸市定光寺町、2016年2月）

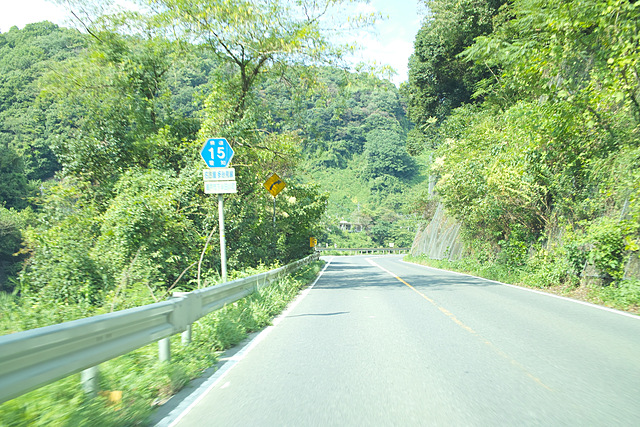
愛岐道路（2010年9月）

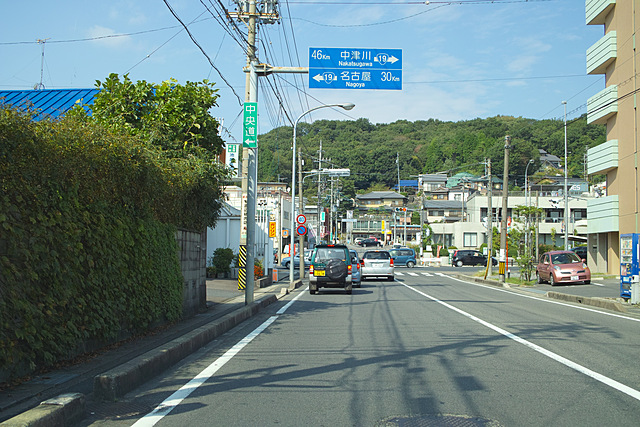
終点（2010年9月）

愛知県道・岐阜県道15号名古屋多治見線（あいちけんどう・ぎふけんどう15ごう なごやたじみせん）は、愛知県名古屋市北区と岐阜県多治見市を結ぶ主要地方道である。
このうち、瀬戸市鹿乗町から多治見市間は、愛岐道路と言い、1987年（昭和62年）8月3日まで、日本道路公団が管理する有料道路だったが、現在は無料開放されている。

## 概要

### 路線データ
- 起点：愛知県名古屋市北区（国道19号「大曽根四丁目」交差点）
- 終点：岐阜県多治見市（国道19号「弁天町」交差点）

## 沿革
- 1954年1月20日 主要地方道に指定。
- 1956年4月14日 愛知県道認定。
- 1966年3月1日 名古屋守山多治見線から名古屋多治見線へ改称。

## 路線状況

### 別名
- 葵町線（名古屋市北区）
- 環状線（名古屋市北区、東区）
- 瀬戸街道（名古屋市東区、守山区）
- 竜泉寺街道（名古屋市守山区）
- 志段味街道（名古屋市守山区）
- 愛岐道路（瀬戸市、多治見市）
- 愛岐千本桜街道（多治見市）
- 大原ムクゲ街道（多治見市）

### 重複区間
- 名古屋市道名古屋環状線（名古屋市東区「東大曽根」交差点 - 「矢田5丁目」交差点）
- 愛知県道61号名古屋瀬戸線（「矢田5丁目」交差点 - 「小幡」交差点）
- 愛知県道59号名古屋中環状線（名古屋市守山区「小幡」交差点 - 「小幡ヶ原」交差点）
- 愛知県道75号春日井長久手線（名古屋市守山区「志段味中学校西」交差点 - 守山区下志段味地内）
- 国道155号（名古屋市守山区「新東谷橋」交差点 - 瀬戸市「鹿乗町」交差点）
- 岐阜県道66号多治見恵那線（多治見市「多治見橋南」交差点 - 「弁天町」交差点）

## 地理
大まかには庄内川（土岐川）に沿っている。

### 通過する自治体
- 愛知県
  - 名古屋市（北区 - 東区 - 守山区）
  - 瀬戸市
- 岐阜県
  - 多治見市

### 交差する道路
- 国道19号（下街道）（大曽根4丁目交差点）
- 愛知県道216号大曽根停車場線（東大曽根交差点）
- 名古屋市道名古屋環状線（東大曽根交差点・矢田5丁目交差点）
- 愛知県道61号名古屋瀬戸線（瀬戸街道）（小幡交差点）
- 愛知県道30号関田名古屋線（守山交差点）
- 愛知県道59号名古屋中環状線（小幡交差点・小幡ヶ原交差点）
- 国道302号（名古屋環状2号線）（小幡IC北交差点）
- 名古屋第二環状自動車道（小幡IC）
- 愛知県道202号守山西線（竜泉寺南交差点）
- 愛知県道213号篠木尾張旭線（吉根東交差点）
- 愛知県道75号春日井長久手線（志段味中学校西交差点）
- 愛知県道214号松本名古屋線（中志段味交差点）
- 国道155号（新東谷橋交差点 - 鹿乗町交差点で重複）
- 愛知県道53号春日井瀬戸線（鹿乗町交差点）
- 愛知県道205号下半田川春日井線（城嶺橋東交差点）
- 岐阜県道123号市之倉内津線（岐阜県多治見市市之倉町地内）
- 岐阜県道387号下石笠原市之倉線（岐阜県多治見市市之倉町地内）
- 国道248号（平和町5丁目交差点）
- 岐阜県道13号豊田多治見線（錦町1丁目交差点）
- 岐阜県道66号多治見恵那線（多治見橋南交差点）
- 国道19号（弁天町交差点）

## 沿線

### 名古屋市北区
- JR中央本線・名鉄瀬戸線・名古屋市営地下鉄名城線 大曽根駅[注釈 1]

### 名古屋市東区
- 三菱電機 名古屋製作所
- イオンモールナゴヤドーム前
- ナゴヤドーム
- 名鉄瀬戸線 矢田駅

### 名古屋市守山区
- 名古屋市消防局 守山消防署
- 守山区役所
- 小幡緑地
- 龍泉寺
- イオン守山店
- 名古屋市志段味図書館
- 守山パーキングエリア
  - 守山SIC
- 守山区役所志段味支所
- コストコ・ホールセール名古屋守山倉庫店
- 愛知県立大学守山キャンパス（旧・愛知県立看護大学）
- 東谷山フルーツパーク

### 瀬戸市
- JR中央本線 定光寺駅[注釈 2]

### 多治見市
- JR中央本線 古虎渓駅
- 岐阜地方裁判所 多治見支部